# Marathon à Spanish Harlem
Marathon à Spanish Harlem est le 48e roman de la série SAS, écrit par Gérard de Villiers et publié au quatrième trimestre 1977 aux éditions Plon / Presses de la Cité. Comme tous les SAS parus au cours des années 1970, le roman a été édité lors de sa publication en France à 100 000 exemplaires.
L'action se déroule en 1977 à Spanish Harlem à New York. La CIA est informée que le terroriste Juan Carlos Diaz (Carlos) vient d'arriver sur le territoire américain. Malko est envoyé en urgence à New York pour retrouver Carlos-Diaz et le tuer.
Sachant que Spanish Harlem est un quartier de New York, le titre fait implicitement référence au Marathon de New York.

## Personnages principaux

### Membres de la CIA et du FBI
- Malko Linge : héros du roman, Autrichien, agent contractuel de la CIA.
- Chris Jones et Milton Brabeck : agents de la CIA.
- Chuck Buster : agent du FBI chargé de la pénétration des Portoricains du FALNP ([Fuerzas Armadas de Liberación Nacional Puertorriqueña Fuerzas Armadas de Liberacion Nacional Puertoriquena]).
- John Peabody : directeur-adjoint de la CIA pour la zone de New York (service « Domestic Operation Division - DOD »).

### Autres personnages
- Diaz, alias Carlos : terroriste.
- Christina Lamparo : 25 ans, policière à Spanish Harlem.
- Hugo Capuro :
- Incarnacion Capuro :
- Michaël Godel :
- Joe Colombo : mafieux de New York, agent occasionnel de la CIA.
- Alonso Camano :
- John Foster :
- Angela Ruthmore : jeune femme disc-jockey, maîtresse de Diaz/Carlos depuis deux mois.
- Virgil Miller :
- Porfirio Aristos : prêtre dominicain, chef du FALNP.
- « Fat » Fungi et « Franckie The Bug » : hommes de main du mafieux Joe Colombo.
- Walther PPK-S
- Padre Oswaldo Barranquilla : prêtre dans une église new yorkaise.
- Chiquitin : indicateur du FBI.
- Manuelo : dealer à Spanish Harlem.

## Résumé

### Début du roman
La policière Christina Lamparo, 25 ans, fait sa tournée au sein de Spanish Harlem dans le nord-est de Manhattan en plein quartier portoricain. Aspergée d'eau par des gamins, elle se réfugie dans une église et demande la permission du Padre Oswaldo de se changer. Le prêtre accepte et lui propose qu'elle se déshabille dans le confessionnal, tandis que sa bonne lui repassera son pantalon. Mais le prêtre est un homme qui, subjugué par les formes physiques attirantes de la jeune femme, tente de la violer. Christina est sauvée de justesse du viol par l'arrivée inattendue dans l'église d'un homme, Chiquitin, poursuivi par trois hommes qui veulent le massacrer. Ses poursuivants menacent le prêtre de mort, parviennent à s'emparer de Chiquitin, lui plantent un bâton de dynamite dans l'anus et s'enfuient. Chiquitin « explose » et meurt déchiqueté (chapitre 1).
En fait, Chikitin a été assassiné car il était un indicateur du FBI. Il avait informé la police fédérale que le terroriste Carlos, sous le nom de Juan Carlos Diaz, venait d'arriver à New York et qu'il pouvait donner le lieu de sa planque. Malko est envoyé en urgence à New York pour identifier Diaz/Carlos sur la base de photographies prises l'année précédente (chapitres 2 et 3).

### La traque
Malko est donc mis en présence de Diaz/Carlos et l'identifie. Mais Diaz/Carlos a remarqué Malko. Il prend en otage les passagers et le chauffeur d'un autobus de l'aéroport Dulles Airport. Des coups de feu sont échangés entre la police et le terroriste. Diaz/Carlos s'empare d'un véhicule conduit par un quidam (à qui il crève les yeux), s'enfuit de l'aéroport et se rend à New York. Ces événements ont causé la mort de six personnes et 27 blessés. Une réunion a lieu au siège de la CIA qui veut garder la main au détriment du FBI. En effet la CIA craint que le FBI ne soit pas motivé pour retrouver le terroriste, lequel est aidé par le FALNP, une organisation extrémiste de Portoricains (en). Le FALNP étant dirigé à New York par un dénommé Porfirio Aristos, peut-être celui-ci est-il lié à Diaz/Carlos ? Le terroriste s'est sans doute réfugié à Spanish Harlem. Une nouvelle mission est donnée à Malko : retrouver Diaz/Carlos à New York (chapitres 4 et 5).
Malko rencontre Joe Colombo, un mafieux de New York et agent occasionnel de la CIA. En se rendant chez Porfirio Aristos avec Colombo, Malko remarque Christina Lamparo s'y rendre. Il organise une rencontre « spontanée » sur la voie publique et la courtise. Le soir, en prenant un verre avec Malko, elle lui raconte ce qui est arrivé à Chiquitin. Elle lui révèle qu'elle a reconnu l'un des agresseurs de Chiquitin : il s'appelle Manuelo, il est violent, c'est un dealer au bar « Le Paticlas » (chapitre 6).
Accompagné par Chris Jones et Milton Brabeck qui le suivent de loin, et se faisant passer pour un drogué en manque de cocaïne, Malko se rend au bar « Le Paticlas » indiqué par Christina Lamparo. Il rencontre Manuela et achète de la cocaïne, déclarant avoir entendu du lieu de deal par la policière. Il constate que Manuelo et Porfirio Aristos sont en contact. Malko retrouve la trace de Diaz / Carlos, présent dans une arrière salle du bar (chapitre 7).
Appelé depuis une cabine téléphonique, Peabody, le directeur-adjoint de la CIA pour la zone new-yorkaise, donne l'ordre de tuer Diaz/Carlos. Milton Brabeck et Chris Jones interviennent pour tuer le terroriste. Mais Diaz/Carlos les aperçoit. Pensant avoir été « donné » par Porfirio Aristos, Diaz/Carlos lui tire dessus et le tue. Puis il s'enfuit par les toits. Alors que Chris Jones le poursuit, le terroriste tire dans sa direction et le blesse. Il s'agit de la deuxième fuite du terroriste (chapitre 8).
Mais Manuelo a pu s'enfuir du bar. Il a évidemment compris qu'il avait été balancé par Christina Lamparo et va tenter de se venger. C'est pourquoi Malko décide d'éloigner pendant quelque temps Christina Lamparo de New York. Il l'envoie à Acapulco : elle part dans quelques heures (c'est la dernière fois dans le roman qu'on parle d'elle). Christina lui donne un dernier indice. Diaz/Carlos a une liaison avec Noire, disc-jockey dans une boîte de nuit new yorkaise, dont elle ignore le nom. Malko et Joe Colombo visitent le soir toutes les boîtes de Manhattan. Ils finissent par retrouver sa trace. Joe Colombo fait appel à deux hommes de main : « Fat » Fungi et « Franckie The Bug ». Les deux hommes enlèvent la jeune femme après son service et la questionnent. Terrifiée, la jeune femme dit s'appeler Angela Ruthmore et, sous la menace d'être torturée, leur révèle que Diaz/Carlos voulait l'emmener le lendemain à la terrasse du World Trade Center (chapitre 9).
Une souricière est mise en place au World Trade Center. Diaz arrive et rencontre un homme. Au moment où Fat et Franckie passent à l'attaque, une jeune femme leur tire dessus. Diaz et la femme s'enfuient (il s'agit donc la troisième fuite de Diaz). Pris pour un tueur, Malko est arrêté puis libéré par la suite. L'homme qui a rencontré Diaz s'appelle Hugo Capuro, un diplomate bolivien. Pourquoi cet homme « de droite » a-t-il remis une arme à un terroriste d'extrême gauche ? La disc-jockey a été tuée par les amis de Fat et de Franckie. Malko rencontre sa veuve, Incarnacion. Elle dit ne rien savoir mais l'invite au vernissage d'une exposition le lendemain. Malko l'a déjà vue avec Mamelo et Porfirio (chapitres 10 et 11)
Capuso est entré en contact avec Diaz pour tuer Alonso Camano, un opposant au chef d'État bolivien. C'est à ce moment que l'on parle du « marathon » à Spanish Harlem (page 145). Malko décide de prévenir Camano de l'attentat en préparation contre lui (chapitre 12).
Diaz/Carlos assassine Camano à Little Italy et s'enfuit (chapitre 13). IL (QUI?) se rend ensuite au cocktail indiqué par Incarnacion. Diaz a mis au point un plan avec Angela Ruthmore pour coincer Malko (chapitre 14).
Le téléphone de Malko était piégé : il échappe de peu à la mort. Peabody menace Malko de le dénoncer pour la mort de Camano (chapitre 15).
Malko et Milton Brabeck suivent Incarnacion. A un moment, Milton est interpellé par les policiers. Diaz arrive. Malko s'approche. Des coups de feu sont échangés. Incarnacion est tuée par Diaz qui s'est servi d'elle comme bouclier humain. Deuxième occurrence du terme « marathon » (page 187). Une nouvelle course-poursuite a lieu. Malko « perd » Diaz dans le métro (il s'agissait de la 4e course-poursuite) (chapitre 16).
Lors des événements au World Trade Center, un couple avait pris des photographies. La fille brune qui accompagnait Diaz avait été prise en photo. Malko la retrouve : elle est employée chez Tiffany (chapitre 17).
Malko la courtise en lui offrant un bracelet très cher. La jeune femme, qui s'appelle Sylvia Gomez, l'invite à dîner chez elle. Alors qu'ils sont nus, Diaz intervient, mais le FBI aussi. Malko est pris en otage. Une course poursuite a lieu (chapitres 18 et 19).

### Fin du roman
C'est alors que New York connaît un black out électrique : la ville est plongée dans le noir. Tel était le but de Diaz ; il est venu aux États-Unis pour fomenter un attentat contre le système de diffusion de l'électricité. Malko parvient à s'échapper (chapitre 20).
Carlos s'apprête à quitter New York par avion. Il se rend à l'aéroport mais la CIA comme le FBI ont des ordres du président des États-Unis. Il vaut mieux que Carlos quitte vivant le pays plutôt que d'en faire un martyr décédé aux États-Unis. Malko est fou de rage contre cette décision qu'il qualifie d'absurde et de lâche (chapitre 21).

## Autour du roman
- Alexandra Vogel, la compagne de Malko n'est pas citée dans le roman.
- On apprend que c'est la première fois de sa vie que Malko prend l'avion Concorde.
- Le roman fait référence à Mahmoud Hamshai, paronyme de Mahmoud Hamchari  (groupe Septembre noir).